# Вила-де-Кукужайнш
Вила-де-Кукужайнш (порт. Vila de Cucujães)  —  населённый пункт и район в Португалии,  входит в округ Авейру. Является составной частью муниципалитета  Оливейра-де-Аземейш. Находится в составе крупной городской агломерации Большое Авейру. По старому административному делению входил в провинцию Бейра-Литорал. Входит в экономико-статистический  субрегион Энтре-Доуру-и-Воуга, который входит в Северный регион. Население составляет 11 094 человека. Занимает площадь 11,73 км².
Покровителем района считается Мартин Турский (порт. São Martinho). 

## История
Район основан в 1927 году